# جيمي كلارك (لاعب كرة قدم بريطاني)
جيمي كلارك (بالإنجليزية: Jamie Clark)‏ (13 ديسمبر 1976 في المملكة المتحدة - ) هو مدرب كرة قدم ولاعب كرة قدم بريطاني في مركز الدفاع. لعب مع ريث روفرز وسان خوسيه إيرثكويكس ونادي أبردين ونادي فالكيرك وMinnesota Thunder ‏ وGeneration Adidas ‏.

## وصلات خارجية
- جيمي كلارك على موقع الدوري الأمريكي (الإنجليزية)
- جيمي كلارك على موقع قاعدة بيانات كرة القدم.إي يو (الإنجليزية)